# Ференц Реј
Ференц Реј (мађ. Ray Ferenc) је био један од покретача и оснивача фудбала у Мађарској. Заједно са Ференцом Штобеом и Карољем Исером увели су фудбал у Мађарску. Био је један од оснивача Будимпештанског гимнастичког клуба. Као фудбалер БТК-а, изабран је и за играча године у првенству Мађарске 1901. године. Његови познати саиграчи били су Алфред Хајош и Ференц Жилмо.

## Каријера
Реј Ференц је упознао нови спорт, фудбал, у Швајцарској, преко колега енглеских студената. На захтев Ференца Штобеа, Ференц Реј се вратио кући са студија у Швајцарској и са собом донео праву енглеску фудбалску лопту. Ова фудбалска лопта је међу првима ушла у земљу. Након што је стигла, лопта је одмах коришћена у теретани БТК смештеној у Марковој улици. Карољ Исер, Алфред Хајош, Јанош Малаки, Ференц Штобе, Јожеф Харшади, Иштван Вајс, три брата Стурца и Реже Кораи су први који су почели да шутирају лопту.
Дана 17. фебруара 1901. Реј је изашао на терен на првом мађарском првенству у предњој линији. Постигао је први гол у историји мађарског првенства, а потом је БТК са 4:0 победио БСК уз хет-трик Јаноша Роке. Реј Ференц је био први нападач који је дриблао. Давао голове поред неискусних дефанзиваца. Тако је убрзо постао миљеник публике.
Првенство 1901. је била његова последња велика година. Све више људи га је критиковало због његових сталних трикова, али је све више губио своје способности. Током првенства био је увређен и пребачен у „МУЕ“ (Мађарско пливачко удружење), али је све ређе добијао прилику да игра. Убрзо се преселио у Сиднеј и запослио се у Пастеровом институту.

## Достигнућа
- Прва лига Мађарске у фудбалу
  - шампион: 1901.
- Мађарски фудбалер године: 1901.